# 川本末雄
川本 末雄（かわもと すえお、1907年（明治40年）3月16日 - 1982年（昭和57年））は、熊本県玉名村（現玉名市玉名）出身の日本画家。
現代的解釈による大和絵の世界を展開し、郷里の菊池川周辺の自然風景をモチーフに、現代日本画の新境地を開いた。

## 略歴
1907年（明治40年）、熊本県玉名村に生まれる。旧制玉名中学校（現熊本県立玉名高校）を経て1929年、東京美術学校（現東京芸術大学）へ入学、1933年卒業。松岡映丘に師事する。1938年の松岡映丘の死去により翌1939年より山口蓬春に師事。
1948年、第4回日展（日本美術展覧会）にて「水辺薄日」が初入選、翌1949年第5回日展で「夕映」特選、1953年第9回日展で「朝の渓谷」が特選・白寿賞・朝倉賞を受賞。1971年第3回改組日展で「新秋譜」が文部大臣賞、1975年第7回日展「春の流れ」で翌1976年第32回日本芸術院賞恩賜賞受賞。1982年勲四等旭日小綬章を受章。
1977年より日展理事、1980年日展参事。
1982年12月24日午前7時33分、心不全のため神奈川県鎌倉市の自宅で死去、享年75。

## 作品
太字は受賞。
|     | 出品年 | 出品回         | 作品名           | 備考                 |
| --- | ------ | -------------- | ---------------- | -------------------- |
| 1.  | 1948年 | 第4回          | 「水辺簿日」     |                      |
| 2.  | 1949年 | 第5回          | 「夕映」         | 特選                 |
| 3.  | 1950年 | 第6回          | 「早春の朝」     | 依嘱                 |
| 4.  | 1951年 | 第7回          | 「晩秋」         |                      |
| 5.  | 1952年 | 第8回          | 「杉木立の風景」 |                      |
| 6.  | 1953年 | 第9回          | 「朝の渓谷」     | 特選、白寿賞、朝倉賞 |
| 7.  | 1954年 | 第10回         | 「倒影」         | 依嘱                 |
| 8.  | 1955年 | 第11回         | 「虹鱒」         | 依嘱                 |
| 9.  | 1956年 | 第12回         | 「秋瀑」         | 依嘱                 |
| 10. | 1957年 | 第13回         | 「晨湖」         | 依嘱                 |
| 11. | 1958年 | 第1回社団法人  | 「錦秋」         | 審査員               |
| 12. | 1959年 | 第2回社団法人  | 「冬日」         | 会員                 |
| 13. | 1960年 | 第3回社団法人  | 「残雪」         |                      |
| 14. | 1961年 | 第4回社団法人  | 「鶏頭」         |                      |
| 15. | 1962年 | 第5回社団法人  | 「月明」         |                      |
| 16. | 1963年 | 第6回社団法人  | 「広野」         | 審査員               |
| 17. | 1964年 | 第7回社団法人  | 「浜風」         |                      |
| 18. | 1965年 | 第8回社団法人  | 「沼」           |                      |
| 19. | 1966年 | 第9回社団法人  | 「宵」           |                      |
| 20. | 1967年 | 第10回社団法人 | 「うしお」       | 審査員               |
| 21. | 1968年 | 第11回社団法人 | 「雪の並木」     | 評議員               |
| 22. | 1969年 | 第1回改組      | 「暁光」         |                      |
| 23. | 1970年 | 第2回改組      | 「秋耀」         |                      |
| 24. | 1971年 | 第3回改組      | 「新秋譜」       | 文部大臣賞、審査員   |
| 25. | 1972年 | 第4回改組      | 「湿原の夏」     |                      |
| 26. | 1973年 | 第5回改組      | 「朝」           |                      |
| 27. | 1974年 | 第6回改組      | 「苔樹」         | 審査員               |
| 28. | 1975年 | 第7回改組      | 「春の流れ」     | 翌1976年芸術院恩賜賞 |
| 29. | 1976年 | 第8回改組      | 「流れ」         |                      |
| 30. | 1977年 | 第9回改組      | 「凍沼晨」       | 理事                 |
| 31. | 1978年 | 第10回改組     | 「山の朝」       | 審査員               |
| 32. | 1979年 | 第11回改組     | 「峡谷」         |                      |